# Servomehanizam
Servomehanizam (od lat. servus: sluga, rob + grč. μηχανή: stroj) je uređaj za ostvarivanje ili pojačavanje snage kojom se upravlja nekim mehanizmom, strojem, vozilom, brodom, letjelicom i slično (kadšto servouređaj ili samo servo). Obično služi i za prigušivanje vanjskih poremećaja pri upravljanju (promjenljivog opterećenja radnoga mehanizma, udara vjetra, vodenih valova i drugo). Može biti mehanički, električni, magnetski, pneumatski ili hidraulički, a nerijetko se sastoji od servomotora i dijelova radnoga mehanizma. Servomotori se primjenjuju kao dijelovi servomehanizama u alatnim strojevima, strojevima za pakiranje, industrijskim robotima, kod upravljanja letjelicama, plovilima i drugom.
Električni ili hidraulički servomehanizam koristi se na primjer kod cestovnih vozila kao servoojačivač, kojim se na pritisak papučice ili okret upravljača razvija potrebna sila za kočenje (servokočnica) ili upravljanje vozilom (servoupravljač).